# Polytuberotum metachroma
Polytuberotum metachroma – gatunek chrząszcza z rodziny kózkowatych i podrodziny zgrzypikowych. Jedyny przedstawiciel rodzaju Polytuberotum.

## Zasięg występowania
Gatunek ten występuje w Peru.